# Onychostruthus taczanowskii
Onychostruthus taczanowskii е вид птица от семейство Врабчови (Passeridae).

## Разпространение
Видът е разпространен в Индия, Китай и Непал.